# 沙莓科
沙莓科（学名：Neuradaceae）也叫两极孔草科、脉叶苏科、脉叶莓科或沙梅科，包括3属约10种。分布在温带和亚热带，主要分布在地中海沿岸和印度的干旱地带。
本科植物都是一年生草本植物。

## 分类
1981年的克朗奎斯特分类法将其列入蔷薇目，1998年根据基因亲缘关系分类的APG 分类法认为应该分到锦葵目。
本科包含三个属：
- Grielum
- Neurada
- Neuradopsis